# Мантон, Айрин
Айри́н Ма́нтон (англ. Irene Manton; 17 апреля 1904 — 31 мая 1988) — британский ботаник, изучала папоротники и водоросли.
Член Лондонского королевского общества (1961).

## Биография
Родилась 17 апреля 1904 года в Кенсингтоне. Её отцом был хирург-стоматолог Джордж Мантон, мать была дизайнером, потомком французской аристократки Миланы Ментон. Сестра Айрин, Сидни Мантон была известным энтомологом, членом Лондонского королевского общества. Айрин училась в школе в Хаммерсмите.
В 1923 году она вступила в Гиртон колледж в университете Кембриджа. Однако обучение в Кембридже ей не нравилось из-за того, что в университете в целом еще не слишком благосклонно относились к обучению женщин, поэтому впоследствии она вместе с Густафом Отто Розенбергом продолжила обучение в Стокгольме. В декабре 1928 года Айрин Мантон получила должность лектора в Манчестерском университете. В июне 1930 года защитила докторскую диссертацию по Cruciferae.
С 1946 по 1969 год она занимала должность профессора ботаники в Университете Лидса и профессора-эмерита после 1969 года, занимаясь изучением папоротников и водорослей. Результаты исследований папоротников, их гибридизация, полиплоидия и апомиксис были опубликованы в её книге «Problems of cytology and evolution in the pteridophyta» в 1950 году. Также она успешно работала над цитологическими исследованиями водорослей с помощью электронного микроскопа. Айрин Мантон была соавтором более 140 научных публикаций.
Свою коллекцию современного и восточного искусства Айрин Мантон завещала университету Лидса. Многие из этих картин висели на стенах Дома Ботаники в Университете Лидса во время ее работы там.

## Награды и отличия
В 1969 Мантон получила медаль Линнея вместе с Этельвин Тревавас.
Она была назначена первой женщиной-президентом Лондонского Линнеевского общества с 1973 до 1976 года.
В марте 1961 года она была избрана членом Лондонского королевского общества за исследования ультрамикроскопической структуры растений и их эволюции.
В 1969 году её избрали иностранным почётным членом Американской академии искусств и наук..
В 1972 году Айрин Мантон была награждена медалью Шлейдена Германской академии естествоиспытателей «Леопольдина».

## Наследие
В 1990 году в Линнеевском обществе была основана премия Айрин Мантон за лучшую диссертацию в ботанике течение академического года.
В 1998 году, в десятую годовщину со дня смерти Айрин Мантон, Дом Биологии Университете Лидса был назван в ее честь.
Британское физиологическое общество ежегодно награждает премией Айрин Мантон за лучшую презентацию аспирантов на ежегодной научной встречи.

## Публикации
- Manton, I., Sutherland, J., Leadbeater, BSC. «Further observations on fine structure of marine collared flagellates (Choanoflagellata) from arctic Canada and West Greenland — species of Parviorbicula and Pleurasiga.» Canadian J Botany — Revue Canadienne de Botanique, Vol 54 (1976) pp 1932–1955
- Parke, M., Green JG., Manton I. «Observations on fine structure of zoids of genus Phaeocystis [Haptophyceae].» Journal of the Marine Biological Association (UK), Vol 51 (1971) pp 927-
- Manton, I., Kowallik, K., Stosch, HAV. «Observations on fine structure and development of spindle at mitosis and meiosis in a marine centric diatom (Lithodesmium undulatum) 4. Second meiotic division and conclusion.» J Cell Science, Vol 7 (1970) pp 407 -
- Manton, I., Leedale, GF. «Observations of microanatomy of Coccolithus pelagicus and Cricosphaera carterae with special reference to origin and nature of coccoliths and scales.» Journal of the Marine Biological Association (UK), Vol 49 (1969) pp 1 -
- Provasol, L., Yamasu, T., MantonI. «Experiments on resynthesis of symbiosis in Convoluta roscoffensis with different flagellate cultures.» Marine Biol Asscn (UK), Vol 48 (1968) pp 465 -
- Manton, I. « Observations on fine structure of 2 species of Platymonas with special reference to flagellar scales and mode of origin of theca.» Journal of the Marine Biological Association (UK), Vol 45 (1965) pp 743 -
- Manton, I. « Observations on fine structure of zoospore and young germlings of Stigeoclonium.» J. Exp. Botany, Vol 15 (1964) pp 399 -
- Manton, I., Parke, M. «Further observations on small green flagellates with special reference to possible relatives of Chromulina pusilla Butcher.» Journal of the Marine Biological Association (UK), Vol 39 (1960) pp 275 -
- Parke, M., Manton, I., Clarke, B., «Studies on marine flagelllates 2. 3 new species of Chrysochromulina.» Journal of the Marine Biological Association (UK), Vol 34 (1955) pp 579 -
- Manton, I., Clarke, B. «An electron microscopic study of the spermatozoid of Sphagnum.» J Exp. Botany, Vol 3 (1952) pp 265 — DOI: 10.1093/jxb/3.3.265
- Manton, I., Clarke, B., Greenwood AD. «Observations with the electron microscope on a species of Saprolegnia.» J. Exp. Botany, Vol 2 (1951) pp 321 -
- Manton, I. «The spiral structure of chromasomes.» Biol Reviews Cambridge Philosophical Society, Vol 25 (1950) pp 486–508. DOI: 10.1111/j.1469-185X.1950.tb00770.x
- Manton, I. «New evidence on the telophase split in Todea barbara.» American J. Botany, Vol 32 (1945) pp 342–348 DOI: 10.2307/2437168
- Manton, I, «Introduction to the general cytology of the Cruciferae.» Annals of Botany, Vol 46 (1932) pp 509–556